# Тиреоїдектомія
Тиреоїдектомія — хірургічна операція при якій видаляється щитоподібна залоза. Найчастіше, цей вид оперативного втручання застосовують при злоякісних новоутвореннях щитоподібної залози, а також при доброякісних новоутвореннях, при яких нормальна тканина щитоподібної залози повністю заміщається патологічною та/або призводить до компресії дихальних шляхів. У зв'язку з анатомічним розташуванням щитоподібної залози, виконання тиреоїдектомії може призводити до таких ускладнень як тимчасова або постійна втрата голосу, гіпокальціємія, кровотеча тощо. Проте при виконанні тиреоїдектомії досвідченим ендокринним хірургом, частота таких ускладнень низька.
Не слід плутати тиреоїдектомію з «тиреоїдотомією», терміном, який визначає розсічення щитоподібної залози (про що свідчить закінчення «-томія»), тоді як видалення позначають закінченням «-ектомія». Тиреоїдотомію застосовують під час здійснення доступу до гортані з метою виконання серединної ларинготомії або взяття біопсії.

## Показання
- Злоякісні новоутворення щитоподібної залози
- Хвороба Грейвса (дифузний токсичний зоб)[2]
- Токсичний багатовузловий зоб
- Нетоксичний багатовузловий зоб та тиреоїдит Хашимото, ускладнені компресійним сидромом[3]

## Класифікація

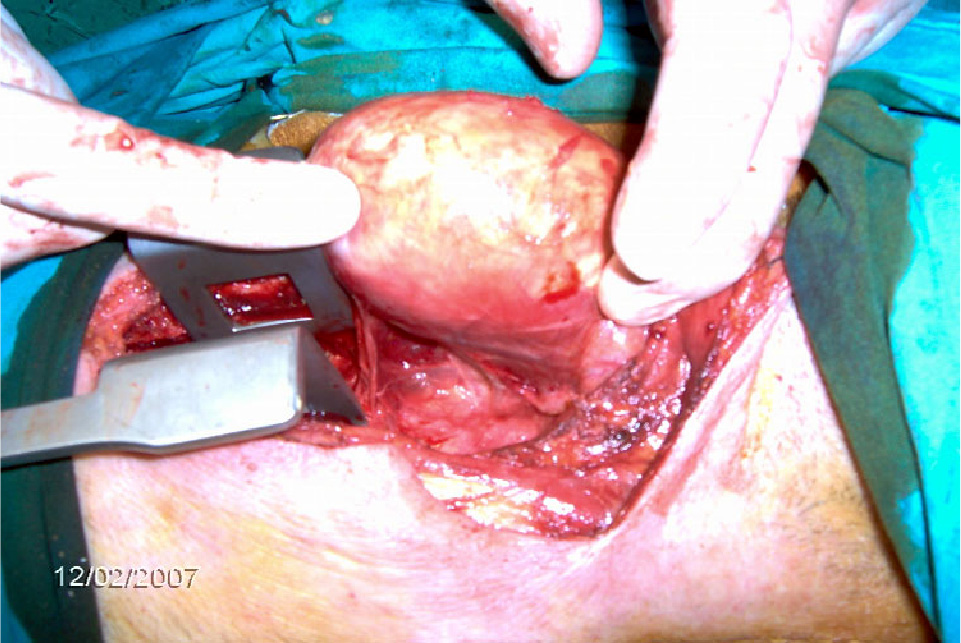
Видалення правої долі щитоподібної залози.

- Гемітиреоїдектомія — повне видалення однієї з долей та перешийка.
- Субтотальна резекція щитоподібної залози — видалення обох долей та перешийка без паращитоподібних залоз.
- Гранично-субтотальна тиреоїдектомія — практично повне видалення обох долей та пірамідального відростка. Залишкова тканина становить 2-3 грами з обох боків
- Тотальна тиреоїдектомія — повне видалення залози.

## Етапи тотальної тиреоїдектомії

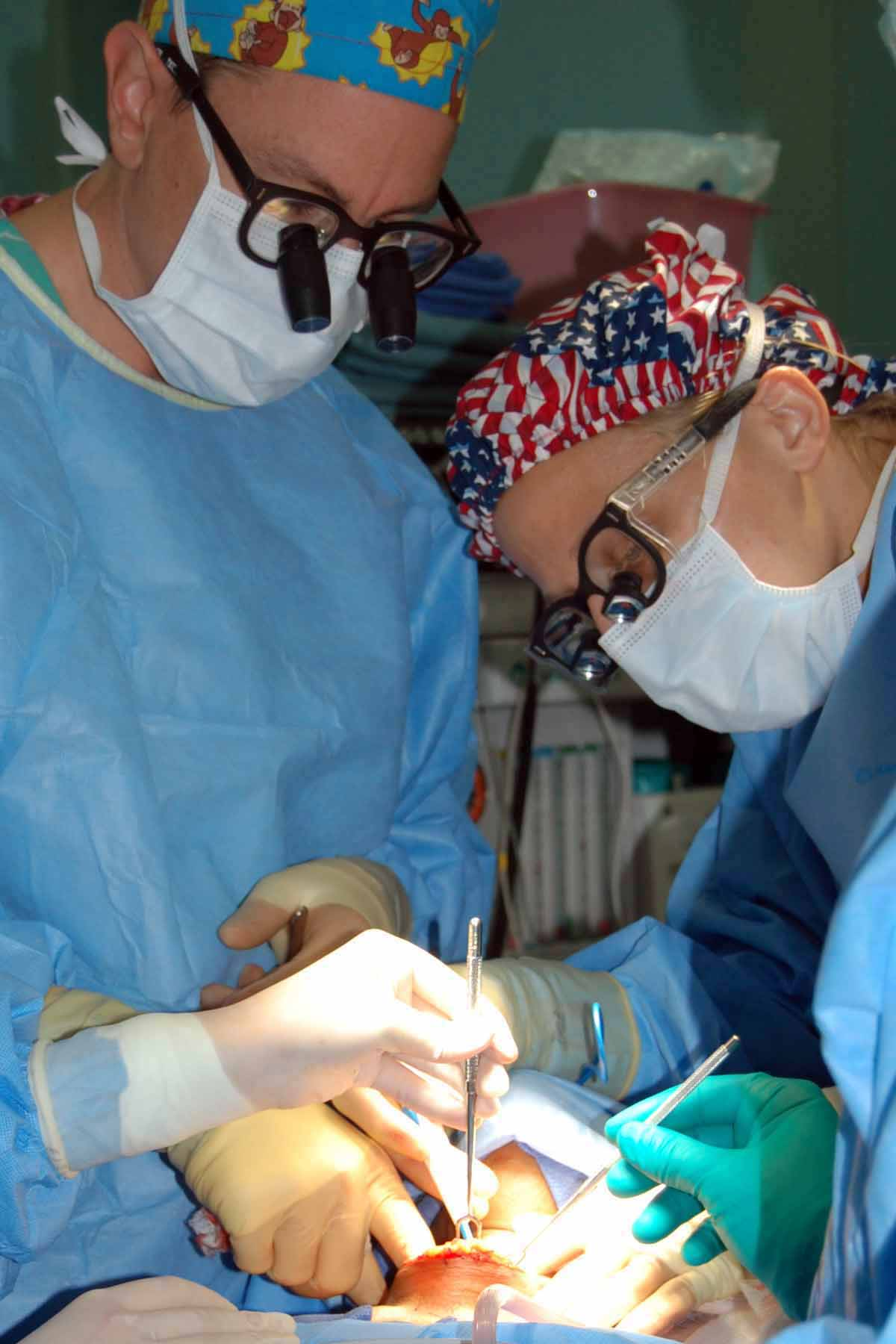
Хірурги в операційній під час видалення щитоподібної залози

1. Горизонтальний розріз в нижній третині шиї спереду[4]
2. Формування верхнього та нижнього лоскутів між платизмою та підпід'язиковими м'язами
3. Вертикальне розсічення фасції між передніми яремними венами
4. Тупе або гостре відділення підпід'язикових м'язів від 4 фасції шиї, що вкриває щитоподібну залозу
5. Пересічення та перев'язка середньої щитоподібної вени
6. Розсічення перешийка щитоподібнох залози та поетапна мобілізація полюсів кожної з долей
7. Поетапна мобілізація верхнього полюсу долі щитоподібної залози та перев'язування верхньої тиреоїдної артерії та вени (на цьому етапі слід пам'ятати про можливе ураження зовнішньої гілочки верхнього гортанного нерва)
8. Ідентифікація верхньої та нижньої паращитоподбіних залоз відбувається під час мобілізації долей
9. При достатній мобілізації долі стає можливим ідентифікація зворотного гортанного нерва: візуальна або з застосуванням нейромоніторингу.
10. Під час мобілізації нижнього полюсу проводять перев'язку нижніх тиреоїдних судини та вени. Слід, також, враховувати можливу наявність непарної артерії, що також повинна бути лігована
11. Після повного видалення долей проводиться контроль на гемостаз та, за потреби, виконується дренування рани
12. Пошарове ушивання рани
13. Асептична пов'язка

## Ускладення
- Гіпотиреоз — після виконнаня тиреоїдектомії необхідне проведення замісної терапії L-тироксином
- Ушкодження зворотного нерва — повне або часткове, однобічне або двобічне. Призводить до часткової або повної втрати голосу.
- Гіпопаратиреоїдизм — недостатність паратгормону, внаслідок видалення або пошкодження паращитоподібної залози, призводить до гіпокальціємії. В більшості випадків — транзиторний (тимчасовий) стан.
- Інфекційні ускладнення
- Лігатурна гранульома або лігатурні нориці
- Лімфорея
- Кровотеча
- Гематома